# Goniosaurus
Goniosaurus là một chi plesiosaur đã tuyệt chủng.